# 1079 (عدد)
1079 هو عدد صحيح، يلي العدد 1078 وويسبق العدد 1080.

## في الرياضيات

### خصائص
- عدد طبيعي.[3]
- عدد فردي.[4][5]
- عدد موجب،[6] السالب منه هو -1079.[7]

## في التاريخ
- 1079 هـ هي سنة في التقويم الهجري.
- هي سنة 1079 م في التقويم الميلادي.

## وصلات خارجية
الأعداد الصاتمة، ديوان اللغة العربية.